# Wspólnota administracyjna Schramberg
Wspólnota administracyjna Schramberg – wspólnota administracyjna (niem. Vereinbarte Verwaltungsgemeinschaft) w Niemczech, w kraju związkowym Badenia-Wirtembergia, w rejencji Fryburg, w regionie Schwarzwald-Baar-Heuberg, w powiecie Rottweil. Siedziba wspólnoty znajduje się w mieście Schramberg, przewodniczącym jej Herbert Zinell.
Wspólnota administracyjna zrzesza jedno miasto i trzy gminy wiejskie:
- Aichhalden, 4 083 mieszkańców, 25,74 km²
- Hardt, 2 547 mieszkańców, 10,17 km²
- Lauterbach, 3 006 mieszkańców, 19,95 km²
- Schramberg, miasto, 2 1242 mieszkańców, 80,70 km²